# Arrondissement Évreux
Das Arrondissement Évreux ist eine Verwaltungseinheit des Départements Eure in der französischen Region Normandie. Hauptort (Sitz der Präfektur) ist Évreux.
Mit Wirkung auf den 1. Januar 2006 wurde eine Verwaltungsreform durchgeführt. Die Kantone Louviers-Nord und Louviers-Sud wechselten vom Arrondissement Évreux zum Arrondissement Les Andelys, und der Kanton Amfreville-la-Campagne wurde aus dem Arrondissement Évreux ausgegliedert und dem Arrondissement Bernay zugeteilt.

## Wahlkreise
Im Arrondissement gibt es sieben Wahlkreise (Kantone):
- Kanton Conches-en-Ouche
- Kanton Évreux-1
- Kanton Évreux-2
- Kanton Évreux-3
- Kanton Le Neubourg (mit 4 von 43 Gemeinden)
- Kanton Saint-André-de-l’Eure
- Kanton Verneuil d’Avre et d’Iton (mit 9 von 61 Gemeinden)

## Gemeinden
Die Gemeinden des Arrondissements Évreux sind:
| 1. Acon (27002)                           | 2. Angerville-la-Campagne (27017)      | 3. Arnières-sur-Iton (27020)         | 4. Aulnay-sur-Iton (27023)           |
| 5. Aviron (27031)                         | 6. Beaubray (27047)                    | 7. Bois-le-Roi (27073)               | 8. Boncourt (27081)                  |
| 9. Bretagnolles (27111)                   | 10. Burey (27120)                      | 11. Caugé (27132)                    | 12. Champ-Dolent (27141)             |
| 13. Champigny-la-Futelaye (27144)         | 14. Chavigny-Bailleul (27154)          | 15. Cierrey (27158)                  | 16. Claville (27161)                 |
| 17. Collandres-Quincarnon (27162)         | 18. Conches-en-Ouche (27165)           | 19. Coudres (27177)                  | 20. Courdemanche (27181)             |
| 21. Croth (27193)                         | 22. Dardez (27200)                     | 23. Droisy (27206)                   | 24. Émalleville (27216)              |
| 25. Épieds (27220)                        | 26. Évreux (27229)                     | 27. Ézy-sur-Eure (27230)             | 28. Fauville (27234)                 |
| 29. Faverolles-la-Campagne (27235)        | 30. Ferrières-Haut-Clocher (27238)     | 31. Foucrainville (27259)            | 32. Fresney (27271)                  |
| 33. Garennes-sur-Eure (27278)             | 34. Gauciel (27280)                    | 35. Gaudreville-la-Rivière (27281)   | 36. Gauville-la-Campagne (27282)     |
| 37. Glisolles (27287)                     | 38. Gravigny (27299)                   | 39. Grossœuvre (27301)               | 40. Guichainville (27306)            |
| 41. Huest (27347)                         | 42. Illiers-l’Évêque (27350)           | 43. Irreville (27353)                | 44. Ivry-la-Bataille (27355)         |
| 45. Jumelles (27360)                      | 46. L’Habit (27309)                    | 47. La Baronnie (27277)              | 48. La Bonneville-sur-Iton (27082)   |
| 49. La Chapelle-du-Bois-des-Faulx (27147) | 50. La Couture-Boussey (27183)         | 51. La Croisille (27189)             | 52. La Ferrière-sur-Risle (27240)    |
| 53. La Forêt-du-Parc (27256)              | 54. La Madeleine-de-Nonancourt (27378) | 55. La Trinité (27659)               | 56. Le Boulay-Morin (27099)          |
| 57. Le Fidelaire (27242)                  | 58. Le Mesnil-Fuguet (27401)           | 59. Le Plessis-Grohan (27464)        | 60. Le Val-David (27668)             |
| 61. Le Val-Doré (27447)                   | 62. Le Vieil-Évreux (27684)            | 63. Les Authieux (27027)             | 64. Les Baux-Sainte-Croix (27044)    |
| 65. Les Ventes (27678)                    | 66. Lignerolles (27368)                | 67. Louversey (27374)                | 68. Louye (27376)                    |
| 69. Marcilly-la-Campagne (27390)          | 70. Marcilly-sur-Eure (27391)          | 71. Mesnil-sur-l’Estrée (27406)      | 72. Miserey (27410)                  |
| 73. Moisville (27411)                     | 74. Mouettes (27419)                   | 75. Mousseaux-Neuville (27421)       | 76. Muzy (27423)                     |
| 77. Nagel-Séez-Mesnil (27424)             | 78. Nogent-le-Sec (27436)              | 79. Nonancourt (27438)               | 80. Normanville (27439)              |
| 81. Ormes (27446)                         | 82. Parville (27451)                   | 83. Portes (27472)                   | 84. Prey (27478)                     |
| 85. Reuilly (27489)                       | 86. Sacquenville (27504)               | 87. Saint-André-de-l’Eure (27507)    | 88. Saint-Élier (27535)              |
| 89. Sainte-Marthe (27568)                 | 90. Saint-Georges-Motel (27543)        | 91. Saint-Germain-de-Fresney (27544) | 92. Saint-Germain-des-Angles (27546) |
| 93. Saint-Germain-sur-Avre (27548)        | 94. Saint-Laurent-des-Bois (27555)     | 95. Saint-Luc (27560)                | 96. Saint-Martin-la-Campagne (27570) |
| 97. Saint-Sébastien-de-Morsent (27602)    | 98. Saint-Vigor (27611)                | 99. Sassey (27615)                   | 100. Sébécourt (27618)               |
| 101. Serez (27621)                        | 102. Tilleul-Dame-Agnès (27640)        | 103. Tourneville (27652)             |                                      |

## Neuordnung der Arrondissements 2017

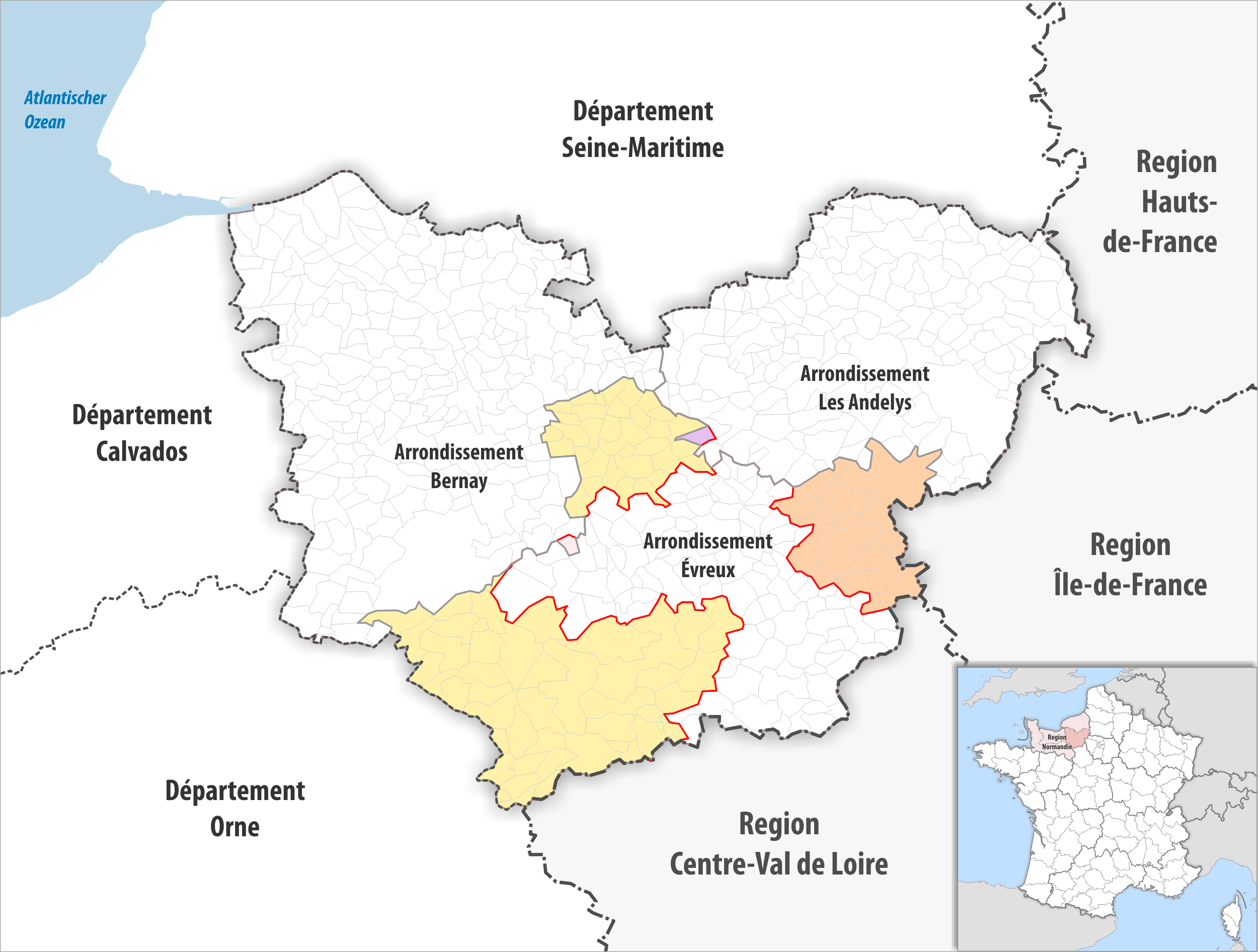
Arrondissementsanpassungen im Jahr 2017

Durch die Neuordnung der Arrondissements im Jahr 2017 wurde vom Arrondissement Évreux die Fläche der 76 Gemeinden Ambenay, Armentières-sur-Avre, Bacquepuis, Bâlines, Les Barils, Les Baux-de-Breteuil, Bémécourt, Bérengeville-la-Campagne, Bernienville, Bois-Anzeray, Bois-Arnault, Bois-Normand-près-Lyre, Les Bottereaux, Bourth, Breteuil, Breux-sur-Avre, Brosville, Buis-sur-Damville, Canappeville, Cesseville, Chaise-Dieu-du-Theil, Chambois, Chambord, Champignolles, Chennebrun, Chéronvilliers, Courteilles, Crestot, Criquebeuf-la-Campagne, Crosville-la-Vieille, Daubeuf-la-Campagne, Écauville, Ecquetot, Émanville, Épégard, Épreville-près-le-Neubourg, Feuguerolles, Gournay-le-Guérin, Grandvilliers, Graveron-Sémerville, La Haye-Saint-Sylvestre, Hectomare, L’Hosmes, Houetteville, Iville, Juignettes, Le Lesme, Mandres, Marbeuf, Marbois, Mesnils-sur-Iton, Neaufles-Auvergny, Le Neubourg, La Neuve-Lyre, Piseux, Pullay, Quittebeuf, Roman, Rugles, Saint-Antonin-de-Sommaire, Saint-Aubin-d’Écrosville, Saint-Christophe-sur-Avre, Saint-Victor-sur-Avre, Sainte-Colombe-la-Commanderie, Sainte-Marie-d’Attez, Sylvains-Lès-Moulins, Le Tilleul-Lambert, Tillières-sur-Avre, Tournedos-Bois-Hubert, Le Tremblay-Omonville, Le Troncq, Venon, Verneuil d’Avre et d’Iton, La Vieille-Lyre, Villettes, Villez-sur-le-Neubourg und Vitot dem Arrondissement Bernay und die Fläche der 35 Gemeinden Aigleville, Boisset-les-Prévanches, La Boissière, Breuilpont, Bueil, Caillouet-Orgeville, Chaignes, Chambray, La Chapelle-Longueville, Le Cormier, Croisy-sur-Eure, Douains, Fains, Fontaine-sous-Jouy, Gadencourt, Hardencourt-Cocherel, Hécourt, La Heunière, Houlbec-Cocherel, Jouy-sur-Eure, Ménilles, Mercey, Merey, Neuilly, Pacy-sur-Eure, Le Plessis-Hébert, Rouvray, Saint-Marcel, Saint-Vincent-des-Bois, Sainte-Colombe-près-Vernon, Vaux-sur-Eure, Vernon, Villegats, Villez-sous-Bailleul, Villiers-en-Désœuvre dem Arrondissement Les Andelys zugewiesen.
Dafür wechselte die Fläche der Gemeinde Tilleul-Dame-Agnès vom Arrondissement Bernay zum Arrondissement Évreux.

## Neuordnung der Arrondissements 2006
Durch die Neuordnung der Arrondissements im Jahr 2006 wurde die Fläche der 19 Gemeinden Acquigny, Amfreville-sur-Iton, Andé, Crasville, La Haye-le-Comte, La Haye-Malherbe, Heudebouville, Hondouville, Incarville, Louviers, Le Mesnil-Jourdain, Pinterville, Quatremare, Saint-Étienne-du-Vauvray, Saint-Pierre-du-Vauvray, Surtauville, Surville, La Vacherie und Vironvay vom Arrondissement Évreux dem Arrondissement Les Andelys zugewiesen.
Die Fläche der 24 Gemeinden Amfreville-la-Campagne, Beaumesnil, Le Bec-Thomas, Bosguérard-de-Marcouville, Fouqueville, Le Gros-Theil, La Harengère, La Haye-du-Theil, Mandeville, La Pyle, Saint-Amand-des-Hautes-Terres, Saint-Cyr-la-Campagne, Saint-Didier-des-Bois, Saint-Germain-de-Pasquier, Saint-Meslin-du-Bosc, Saint-Nicolas-du-Bosc, Saint-Ouen-de-Pontcheuil, Saint-Pierre-du-Bosguérard, Saint-Pierre-des-Fleurs, La Saussaye, Le Thuit-Anger, Le Thuit-Signol, Le Thuit-Simer, Tourville-la-Campagne und Vraiville wurden vom Arrondissement Évreux dem Arrondissement Bernay zugewiesen.

## Ehemalige Gemeinden seit der landesweiten Neuordnung der Kantone
bis 2017:
Le Fresne, Le Mesnil-Hardray, Orvaux
bis 2016:
La Chapelle-Réanville, Francheville, Saint-Aquilin-de-Pacy, Saint-Just, Saint-Pierre-d’Autils, Verneuil-sur-Avre
bis 2015:
Avrilly, Chanteloup, Le Chesne, Cintray, Condé-sur-Iton, Corneuil, Dame-Marie, Damville, Les Essarts, Garencières, Gouville, Guernanville, La Guéroulde, Manthelon, Quessigny, Le Roncenay-Authenay, Le Sacq, Saint-Denis-du-Béhélan, Saint-Nicolas-d’Attez, Saint-Ouen-d’Attez, Sainte-Marguerite-de-l’Autel, Thomer-la-Sôgne, Villalet